# Ohrazenice, Příbram
Ohrazenice là một làng thuộc huyện Příbram, vùng Středočeský, Cộng hòa Séc.